# 카와에이 리나
카와에이 리나(일본어: 川栄 李奈, 1995년 2월 12일 ~ )는 일본의 배우이다. 여성 아이돌 그룹 AKB48 팀A의 전 멤버이다.

## 사건
- 2014년 5월 25일, 이와테현 다키자와시의 이와테 산업 문화 센터에서 열린 악수회에서 같은 팀A 멤버 이리야마 안나와 함께 톱(ノコギリ)을 가진 폭한에게 습격당해 오른손 새끼 손가락의 열상과 골절, 두부 열상의 부상을 입었다.[1]

## 이력
- 2015년 8월 4일에 AKB48 팀A 졸업.

## 출연

### 드라마
- 마지스카 학원
- SHARK
- 세일러 좀비
- 미안해 청춘(2014년 10월 12일 ~ 12월 21일, TBS) - 진보 아이 역
- 연속 TV 소설 아빠 언니
- 용사 요시히코와 이끌리는 7인 - 소노카 역
- 하야코 선생님, 결혼한다니 정말인가요?
- 사폐 - DEATH CASH -
- 농구도 사랑도, 하고 싶어
- 칸죠 8호선(2017년 1월 15일 ~ 2월 19일, 후지TV TWO)
- 아오조라컷(2017년 3월 15일, NHK BS)
- 우리들이했습니다
- 3학년 A반 -지금부터 여러분은, 인질입니다-(2019년, 니혼 TV) - 우사미 카호 역
- 이다텐~도쿄 올림픽 이야기~(2019년) - 치에 역
- 청천을 찔러라(2021년) - 미카코 역

### 영화
- 데스노트: 더 뉴 월드 - 아오이 사쿠라 역
- 아인 - 시모무라 이즈미역
- 선생군주 - 나카무라 아오이 역
- 거짓말을 사랑하는 여자 - 코코하 역
- 프린서플 사랑하는 나는 히로인입니까?
- 코이노 시즈쿠
- 인어가 잠든 집
- 스텝 - 마이 간호사 역

### 극장판 애니메이션
- 너와 파도를 탈 수 있다면 - 히나코 무카이미즈 역
- 짱구는 못말려 극장판: 동물소환 닌자 배꼽수비대 - 헤소가쿠레 치요매 역